# Clostridium estertheticum subsp. laramiense
Il Clostridium estertheticum subsp. laramiense  è una sottospecie di batterio appartenente alla famiglia delle Clostridiaceae.